# نوکیا ۷۱۱۰
نوکیا ۷۱۱۰ یک‌نمونه از گوشی‌های تلفن همراه سری ۷۰۰۰ شرکت نوکیا می‌باشد که توسط همین شرکت به بازار عرضه شده‌است. این تلفن همراه یکی از اولین تلفن های بود که از قابلیت WAP و پیام رسانی در آن استفاده شد.